# スイス法
スイス法（スイスほう、英語: Law of the Switzerland、ドイツ語: Recht der Schweiz、フランス語: Droit suisse）は、スイスのすべての統治機構（連邦、州、地方自治体）における一連の法規である。スイス法はローマ法に起源を持ち、伝統的なローマ法・ドイツ法の法体系に属しており、特にフランス法とドイツ法およびその他のヨーロッパ法の影響を受けた複合構造をとる。

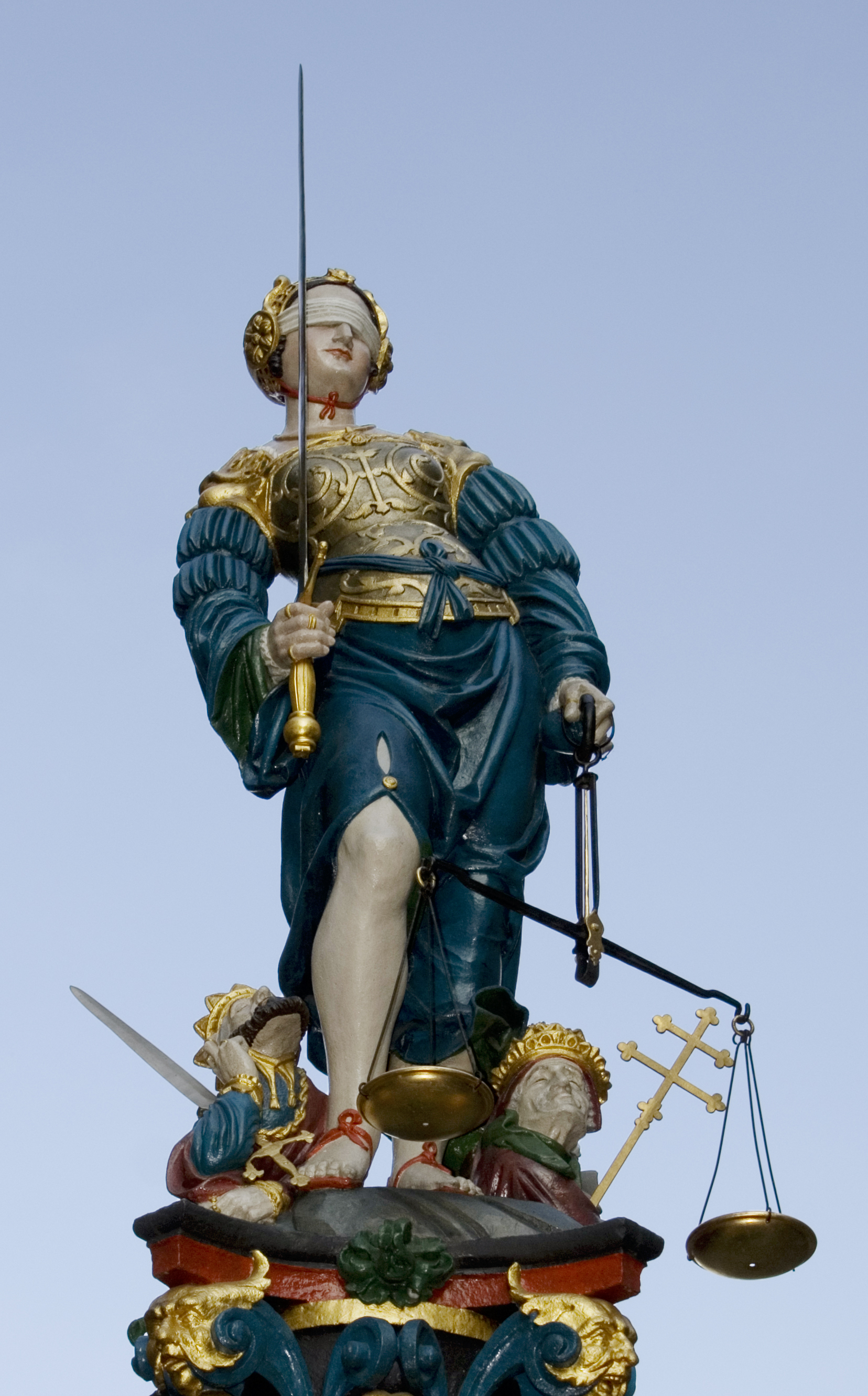
ベルンの正義の像

## 法体系と特徴

### 連邦主義
スイス法は連邦制の法体系であり、連邦、州（カントン）、地方自治体の3つのレベルで編成された「連邦主義」の原則に従う。各レベルにはある程度の自律性と独自の能力（立法権、公の秩序の維持など）が認められている。補完性原理に基づき、連邦制度に明確に関係しない事項は州の権限とされる。
カントンの財政自治がカントンと地方自治体の間の税制競争を生じさせている。他の点（職場、文化的提案など）であまり魅力的でない自治体は、納税者を引き付けるためにこの制度を活用することができるが、一方で、地方自治体は、税の競争力を維持するために、資金を適切に管理することが必要となる。連邦議会によると、税制競争はスイスの連邦主義の構成要素であり、国の経済と人口に利益をもたらしている。スイスはそれを外国の圧力から堅護し、スイス国民は2010年に税制競争を制限することを目的とした国民発案を拒否した。

### 直接民主主義
スイスでは直接民主主義が採用されており、スイス国民は、3つのレベルのそれぞれで、法案を発案（イニシアチブ）し、国民投票を要求する一般的な権利を持つ。

### 多言語主義

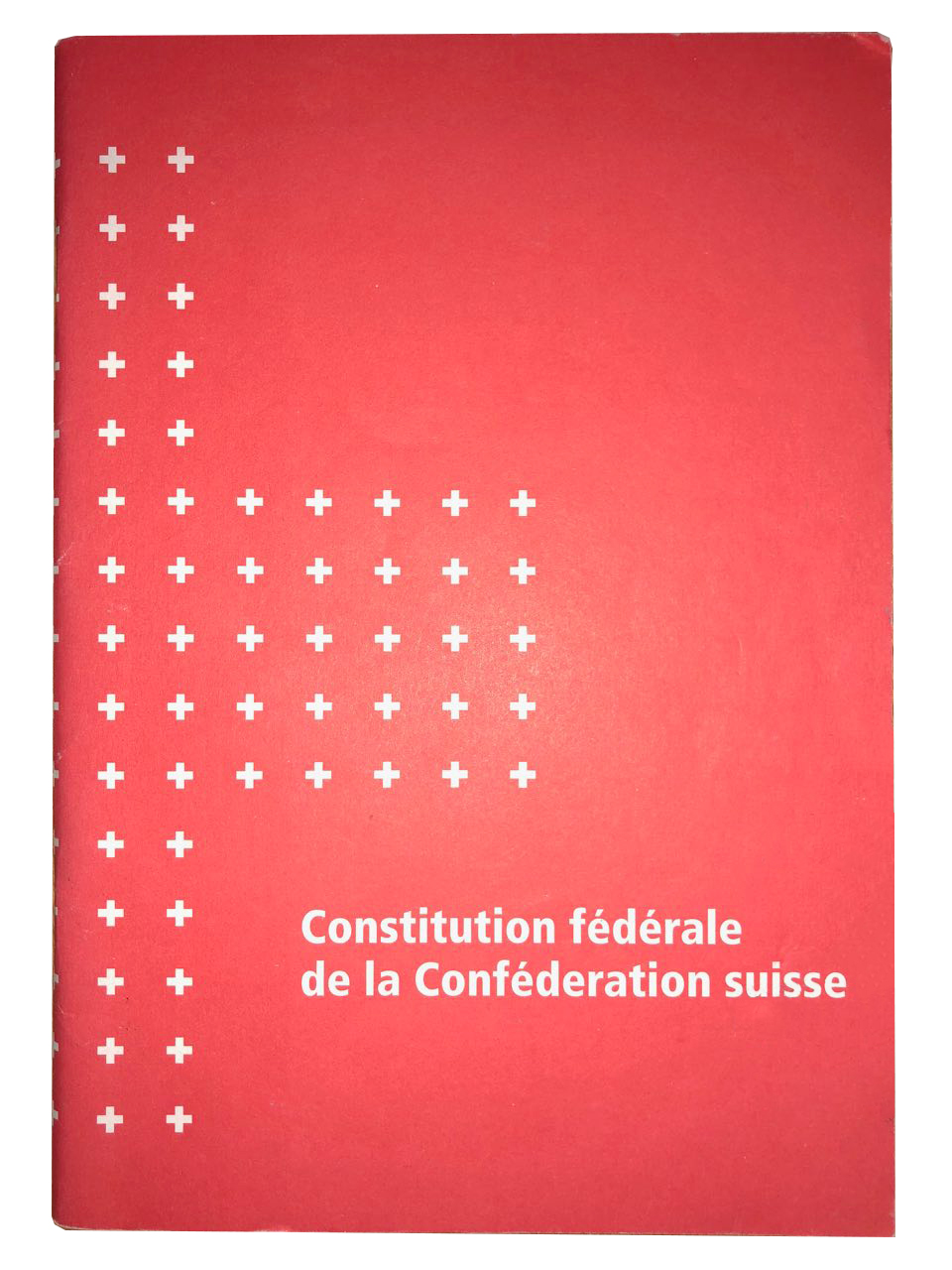
スイスの1999年憲法

スイスにはドイツ語、フランス語、イタリア語の3つの公用語がある（ロマンシュ語は「国語」にすぎない）。スイス法も3つの公用語で規定され、3言語版すべてが正式版である。
その他の特徴は以下のとおり。
- 違憲審査権の制限：連邦裁判所は連邦法の合憲性を判断する権限を持っていないため、憲法に違反している場合でもそれらを適用する必要がある[注釈 1]。根本的な考え方として、スイスの直接民主主義システムでは、法律は国民の意志に正当性の根拠を求めているため、裁判官が「修正」する必要がないとされているからである[6]。
- 血統主義（ius sanguinis）：父親または母親がスイス人である者は、出生時にスイス国籍を取得する（養子縁組でも養子が未成年であれば同様である。）。他方、両親が外国人である者は、スイスで生まれても自動的にスイス国籍を取得することはない[7]。
- 年金の三本柱：公的年金、職業年金、個人年金がある[8]。2番目の柱である職業年金[注釈 2]は、それ自体がスイスの特殊性である。労働者（および該当する場合は雇用主）は、年金機構に保険料を支払う。ただし、支払いは「共通のポット」を提供するのではなく、自分のアカウントに累積される。原則として、被保険者は、退職時または障害が発生した場合（プロビデンスファンド）に、自由に使える金額に応じて計算された年金を受け取る。特定の条件（既得給付の場合）では、退職前に、たとえば住宅を購入するために、資本の形で年金資産の全部または一部を引き出すこともできる（住宅所有の奨励）。離婚した場合、財産が分離した場合でも、原則として、各配偶者は、結婚期間に応じて、他の配偶者の解雇手当の半分を受け取る権利がある[9]。

## 歴史
スイス法は、カントン間の文化の違いと権力の共有に起因するさまざまな法的伝統の間の複雑な歴史から生まれた。地方の慣習法から州法、そして連邦法への統一と成文化の進歩的な動きにより形成されたのである。

### 中世
スイス法の起源は1291年の盟約であり、これはスイス連邦を誕生させた最初の連邦法である。これは間違いなく連邦法の最初の現れであった。言い換えれば、現在のスイスを形成することになる各州（現在でいうカントン）を想定した最初の法であった。
この協定は、殺人や強盗のような事件が、私刑によらず法廷で決着されるようにすることを目的としていた。
時代が下るにつれて、さまざまな他の合意（協定やアライアンス）が追加され、連邦法を補強した。対象領域は広かったが、いくつかの重要な目的があった。それは、国内の平和、集団安全保障、そして外国勢力から一定の独立を保証することであった。
1315年のモルガルテンの戦いの後、1291年の盟約が完全なものとなった。その後、スイスの構成州は、他の構成州の同意なしに第三者との盟約を結ぶことを禁じられた。これにより、1332年のルツェルンのような新しい州の加入や、周囲のカントン（チューリッヒ、ツーク、ベルンなど）との新しい同盟などにより、カントン間の連合はますます強くなった。
州間で問題が発生した場合、新しい盟約は、常に平和と結束を目指して解決手段を提供した。
州が集まった議会は連邦議会と呼ばれた。これは主に仲裁の意志から生まれ、慣習法に基づいており、基本的に全会一致でのみ決定を下した。
チューリッヒ協定は、例えば、問題を解決するためにアインジーデルンの教会で会合を行う方法を規定していた。一方、拘束力はなく、カントン間での執行に課題を残した。
1370年の司祭憲章は、黎明期のものではあったが、連邦に法的地位を与えた最初の合意であると考えられている。この憲章は、地方の司法権に便宜を図り、州によっては異質であった教会の管轄権をいくつかの分野で禁止した。しかし、これらの合意は常に尊重されたわけではなく、新しい条項は頻繁に拒否された。このため各カントンは宗派の統一には成功しなかった。このシステムは、フランスの侵略により1798年に中央集権的なヘルヴェティア共和国が樹立されるまで続いた。

### 成文化と統一
スイス民法典（1907）とスイス債務法典（1911）は、オイゲン・フーバーによって書かれた草案に基づいて法典化された。
スイス刑法（1937）が制定された後に、スイス刑事訴訟法（2007）およびスイス民事訴訟法（2008）が制定された。

## 法源
スイス法の法源は民法典第1条が規定している。同条第1項によりまず成文法が適用され、次に第2項により慣習法が適用され（判例法および確立した学説に従うものとされる）、次に第3項により裁判所の判例法制定権が続く。

### 成文法
法源のヒエラルキーとしては、国際法はスイスの法的秩序の最上位に位置する。連邦法はそれに反する州法よりも優先され（連邦法優先の原則）、州法は原則として地方自治体法よりも優先される。
スイスの法的秩序は、立法レベルで形式的意味の法律と実質的意味の法律を区別している。法の支配または基本権に関する制限は正式な形式的意味の法律によってのみ行うことができる。このような区別は救済法の領域でも重要である。
- 形式的意味の法律とは、規定された手続に則って、権限ある立法機関によって制定された立法行為をいう（原則として国民投票の対象となる）[14]。したがって、重要なのは制定の手続であり、法律の内容ではない。すなわち、連邦憲法および州憲法ならびに連邦法および州法を意味する。
- 実質的意味の法律とは、法律の規則または一連の規則をいう[15]。実質的な意味での法律の存在を特定するために重要なのは内容である。

#### 国際法
シューベルト事件の裁判は論争を巻き起こしたが、スイス法は国際法の一元論的概念を採用している。国際条約は、承認後直ちに適用される。憲法は、国際法を尊重する義務を具体化している。憲法改正案が国民投票で優勢となっても、国際法違反であれば無効となりうる。
スイスは欧州人権条約（ECHR）の締約国であるため、欧州人権裁判所（ECtHR）の判例が適用される。
スイスは欧州連合の加盟国ではなく、EU法は国内に適用されないが、EU法は大きな影響を及ぼしている。二国間協定はEU法に準じる。スイスの国会議員は、スイス企業が単一市場にアクセスできるようにするために、EUの規制に従おうとすることもよくある（スイス法におけるカシス・ドゥ・ディジョン原則）。

#### 連邦法

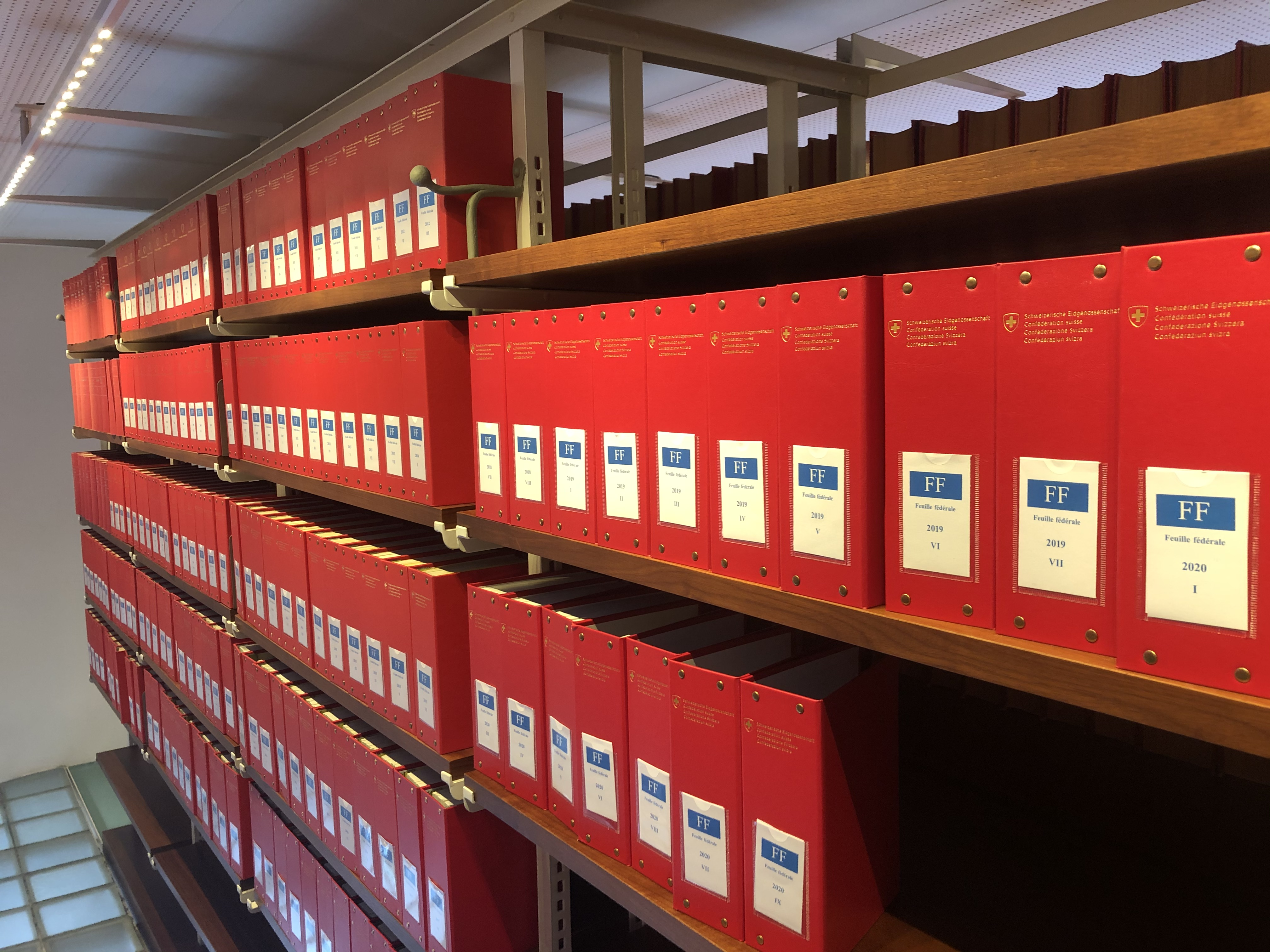
スイス連邦官報の書庫

連邦法はスイス全土に適用される。連邦法は、連邦議会に委任された権限に基づいて立法され、または緊急立法の手続に則って立法されなければならない。
連邦憲法はスイスの国家の基本法であり、国家の基本原則を規定している。改憲の手続は、特徴的な強制国民投票による。
連邦法は、通常の立法手続に則って連邦議会によって採択された法形式である。したがって、それらは形式的意味の法律となる。連邦法には法律の重要な原則と規則が含まれている。ある主題に関する全ての法律を体系的かつ合理的にまとめたものを法典と呼ぶ。
連邦命令（アレテ）は、連邦当局が制定することができる法規範である。国民投票等の対象となるものもあり、条例の性格を有している。
条例とは、行政、立法府、または司法によって採択される実体法上の下位規範を意味する。スイス法においては、ドイツ法と同様に、私人に適用される立法条例と行政に適用される行政条例を区別している。条例により、法律のより詳細な適用内容を規定し、かつ迅速に変更することが可能になる。法の支配を行う権限を与えられているのは議会だけであるため、条例による立法は立法委任の原則に基づいてなされる。

#### 州法および地方法
カントンは、連邦議会に委任されていない事項に関するあらゆる権限を有する。連邦法の適用または制度設計に関する多数の州法および州条例がある。連邦法と州法の中間に位置するものとしてカントン間法がある。これは、カントンが相互の間で締結する条約や協定（たとえば 学校間調整に関する協定）から生じるものである。
地方自治体は、その行政機関または立法機関を介して特定の分野を規制することができる（原則として地方自治体規則として制定する。）。規制を及ぼしうる範囲はカントンによって異なる。州議会は、原則として、地方自治体の規制を承認し施行できるようにする必要がある。

### 慣習法
スイスの法律は、長い歴史の中で人々に受け入れられてきた原則として慣習法を採用している。慣習法により形式的意味の法律を補足しまたは反対することができる。過去には、特に領土、地方自治体、貿易の権利に関して適用されてきた。13世紀からスイスの伝統が慣習法としてまたは良い慣習として記録されており、口頭と書面の差は狭まっている。14世紀以降は議会の決定が記録されてきている。
現行のスイス民法典は明文で慣習法の適用を規定している。
確立した慣習は、法律の規定の例外を正当化する場合がある。たとえば、ヨーロッパ法では農業生産活動およびに加工・包装施設においては非常に徹底した衛生対策が必要であるが、ある条文は、伝統的に問題が生じていないのであれば、従来の方式を適用し続けることができると認めている。

## スイス法の構成
スイス法は、連邦議会、州、地方自治体の間で分割された管轄のいくつかのレベルに統合されている。以下、スイス連邦法体系の収録順序に従って解説する。

### 国家法および行政法
公法であり、複数の権力階層において行使される統治機能を規制する法であるため、統一された法典はない。憲法規範には国家の組織と機能に関する基本的原則（基本的人権 ）および一定の具体化された規範（例えばスイス男女平等法）などが含まれる。
連邦レベルでは「行政手続に関する連邦法」がある。ほとんどのカントンには、独自の行政管轄規則がある。

### 民事法
民事法は、民法典と債務法典からなる単一の法典にまとめられている。これらは通しの番号が付けられているが、実際には5分冊になっている。民事手続は、2008年に民事訴訟法典が導入され、連邦レベルで統一された。金銭債権の請求・回収は、「債権回収および破産に関する連邦法」に基づいて行われる。

#### 民事実体法
民事法律関係は主に民法典で規律されている。民法典には、法源、信義誠実の一般原則、司法の裁量と法の欠缺、適切または不適切な留保、立証責任など、法の適用に関する一般原則が含まれている。民法典はそれ以外に4分冊に分かれている。
最初の分冊（第11条から第89a条）は人に関する総則を規定している。自然人法は人格権（生と死、権利能力、市民権、人格権の保護）について規定し、法人法は社団と財団について規定している。
第2分冊（第90条から第456条）は家事法を定める。まず配偶者、すなわち婚約と結婚、結婚と婚姻無効、そして結婚の効果（3つの原則である征服への参加、分離財産制と共有財産制）について規定している。同性カップルについても登録パートナーシップ制度を定め同様の体制を取っている。次に「親」に関する規定をがある。すなわち、父子関係と父親の義務に関する一般原則を、養子縁組に関する規定とともに定めている。 法律は、家族の法的存在、親権および家族維持義務を定めている。最後に、特に事前指示書制度と成年後見制度（従来の補助制度に代わるもの）を通じた成人の保護を規定している。
第3分冊（第457条から第640条）には、相続法すなわち死後の遺産の伝達を規律するすべての法が含まれている。法典ではまず相続人の範囲が指定される。すなわち法定相続人制度（親族制度）、指定相続人制度（国を含む）および遺産処分の手段（書面、口頭および公正証書による遺言ならびに相続合意書）の規定である。次に相続による承継の詳細規定が置かれる。相続の開始、通常の遺産取得、清算、そして相続報告および相続会議による遺産分割が規定される。
最終分冊（第641条から第977条）は、物事の管理に関連する規則である物権について規定する。法律は、財産の概念（単独所有、共有、区分所有）を定義し、不動産、動産の概念およびその他の物権（用益物権、地上権および担保物権）について規定している。公示の原則が占有権と土地登記制度の根底にある。

#### 債権法
債権法は主に、民法典の第5分冊である債務法典によって規定されている。債務法典は主に総論と各論に分けられる。
債務法典の総論部分には債券に適用される規則が含まれている。法的義務の発生、すなわち契約成立の条件（特に代理）、意思の合致の要件と形式、および契約の目的の範囲とその無効原因を規定している。債務の効果として、履行条件（条件および場所、支払い）および不履行の場合の規則、すなわち通知と契約上の責任に関する規定が含まれる。義務の消滅に関しては、補償と債務免除の制度、そして時効制度の一般原則と時効期間を規定する。また、連帯債務および連帯債権に関する要件、債務の移転および債務引受などの規定も置いている。
総論部分には民事責任に関する規定も置かれている。損害（いわゆる「アクイーリウス的責任」または過失）を賠償する義務の一般原則とその適用条件、責任の制限または軽減、複数の責任と加害者（連帯責任）および時効について規定されている。単純加重客観責任として知られる他の責任基準も規定されている。使用者責任や動物飼育者の責任など、債務法典に記載されているものもあれば、特別法によって規定されているものもある。特別法は、実装に関して債務法典を参照している場合がある。
法典の各論部分では、さまざまな種類の契約（典型契約と呼ばれる）について詳しく規定されている。これは、特定の契約が適用される条件とその制度を、総則部分より詳細に、または総則を修正して規定している。各論部分では、売買契約、賃貸契約、雇用契約、会社契約、委任契約、および等の契約が規定されている。各論部分は債務法典によって規定された法体系を拡張し補足するものである。典型契約として規定がある場合はその契約類型に当てはめて論じるが、無名契約については類推適用可能な典型契約の規定を当てはめて論じる。各論部分はギャンブルと賭博によっては有効に債務が成立しないことを明記している。最後に単純な組合制度についての規定があり、商法典に移行する。

#### 商事法
債務法典の第3部は商法または経済法と呼ばれ、様々な種類の企業について規定している。主な規定は以下のとおりである。
- 単純組合
- 合名会社
- 有限責任組合
- 公開有限会社（SA）：最も一般的な形式
- 株式との限定的なパートナーシップ
- 有限責任会社（Sàrl）
- 協同組合
- 商業登記簿に関連する規定

### 刑事法
刑法は、国民投票により1898年以来連邦の独占的な権限となっていたが、スイス刑法は約50年後の1942年まで発効しなかった。刑事手続は、2007年の刑事訴訟法の導入により連邦レベルで統一された。
刑法の執行と犯罪捜査は主に州により行われる。各州には司法部門と検察官を含む州警察が置かれている。重要な、または連邦の権限に関する特定の犯罪は、ベッリンツォーナの連邦検察庁および連邦刑事裁判所の管轄下にある。
スイスの刑事法には、軍法という特別な領域がある。軍法も総論と各論により構成されている。軍法は、軍隊、国境警備隊に適用されるが、一定の場合には民間人も対象となる。捜査は予審判事によって行われ、検察官によって起訴され、判決は5人で構成される裁判所によって下される。これらの司法官はすべて民兵組織の構成員である。

### 教育法および文化法
高等教育も含め、教育は州の権限に属する。州間協定とHarmoSによって州間の調整が図られている。

### 国防法
スイスには兵役がある。
希望に応じて代替的措置として民間での奉仕活動が選択できる。民兵組織で兵役に就かず、民間での奉仕活動も行わない男性は、税金を支払わなければならない。女性には軍隊で奉仕する権利があるが、義務ではない。
カントンによって管理されている市民保護庁も存在する。

### 金融法
スイス通貨は、連邦から独立したスイス国立銀行によって管理されている。財政的平準化は連邦の連帯を維持するための重要な任務であり、収入の一部をより豊かな州からより貧しい州に再分配している。
課税権はいくつかのレベルで行使される。連合は直接連邦税を課すが、これは理論的には緊急税である。カントンとコミューンの直接税の調和に関する法律（LHID）が導入されて以来、カントンの権限は制限されている。これは、特にカントン間の税競争を制限することを目的としている。富裕税や不動産の利益などの特定の直接税を課す必要がある場合、カントンは直接税の課税権により目的を達せられるので、間接税を用いる必要がない。

### 公共事業、エネルギーおよび輸送に関する法
- スイス国土計画法（フランス語版、ドイツ語版）およびスイスの外国人による不動産の取得に関する連邦法（フランス語版）
- スイスの道路交通法（フランス語版）

### 衛生法、労働法および社会保障法
衛生法は州の管轄である。
労働法は主に民法典によって規律されているが、たとえば最大労働時間を規制する公法基準（労働法、LTrおよびその5つの条例を含む）がある。
社会保障法は、一般的に一般保険法に定められている。

### 経済法
公共調達は、連邦レベルの公共調達法だけでなく、各州でも規制されている。
スイス競争法は比較的最近のものであり、1962年に制定され、1995年に全面改正された。競争委員会によって執行されている。

## 法源の出版・公刊

### 立法
法律が成立すると、連邦官報で公布され、国民投票の期限が切れると、recueil officiel（RO）に編纂される。法改正もROに収録されるが、関係する条文のみである。法律の統合された最新のバージョンはスイス連邦法体系に登載される（以前はバインダーで公開され、法律の更新はルーズリーフ形式で配布されて差し替えられていた）。2016年1月1日からROの電子版が法的拘束力を有することとなり、紙媒体は法的価値を失っているが、連邦政府は発行を続けている。
法体系は参照しやすい媒体だが、拘束力を有する法文が記載されているのはROである（実際には記載されている法文は同じ。）。
スイス連邦首相府は、「首相府版」と呼ばれる法文を定期的に発行している。フランス語の出版物は黄色の表紙、ドイツ語の出版物は緑、イタリア語の出版物は灰色、ロマンシュ語の出版物は青色で発行される。Webサイトまたは書店で購入可能だが、連邦憲法の写しは無料配布されている。解説と判例を補充した私家版の法文集も発売されている。

### 判例

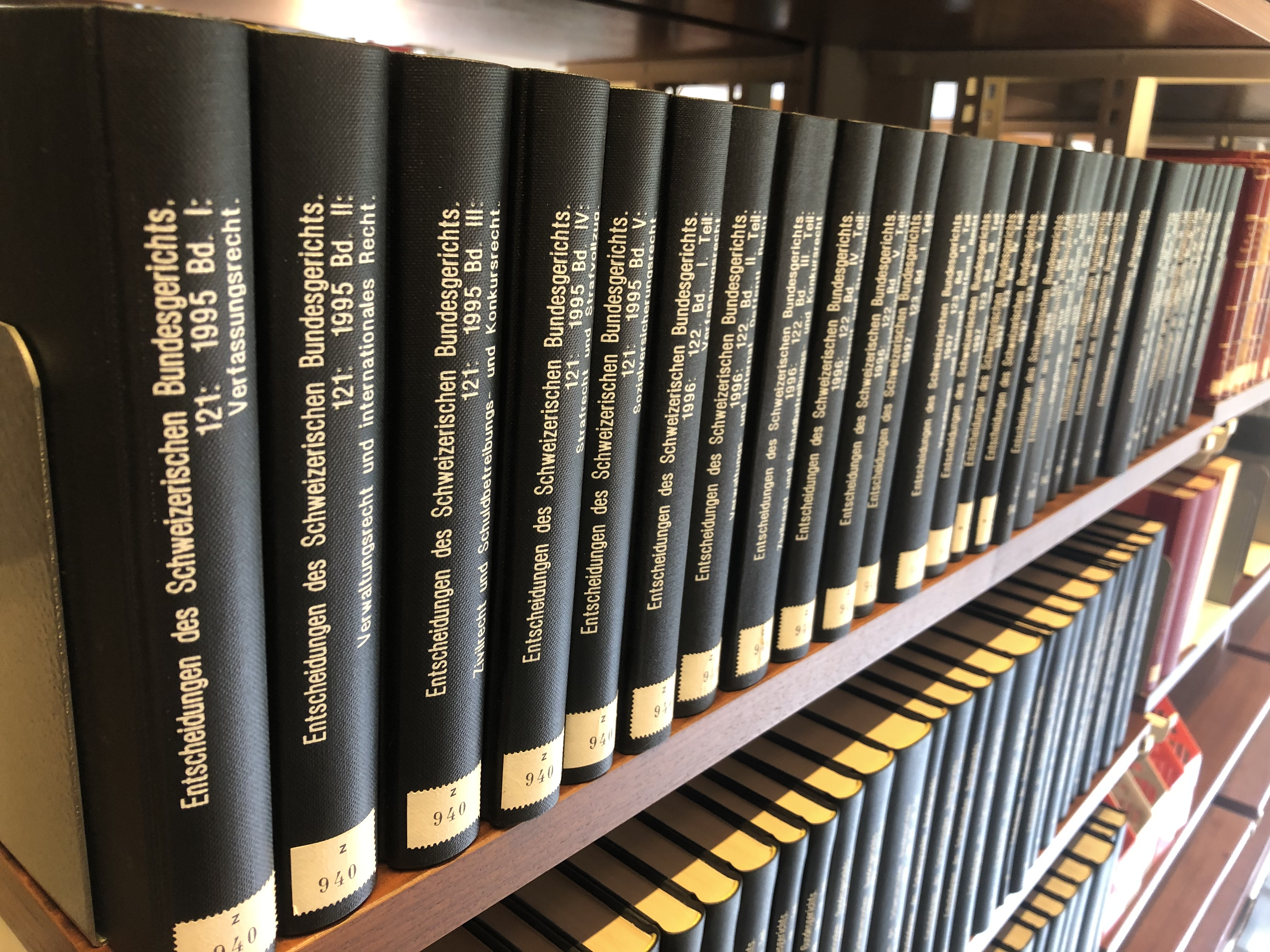
連邦裁判所の公式判例集第121巻と第122巻（1995年から1996年）

重要な連邦判例法の要旨は、連邦裁判所の公式判決集で公開されている。公式判例集は、連邦法の適用を統一的に指導するスイス連邦判例法の基礎を構成する。最高裁判決の全文はインターネットで公開しており、「未公刊判例」と呼ばれている（公式判例集とは事件の表示方法が異なるので注意。）。全く公表されない判例も一部にあるが、数は非常に少ない。
判例集は当該事件で使用された言語で公表されており、翻訳されていない。重要な判決の翻訳を提供する法律雑誌が存在する。ロマンディ地方ではJournal des tribunals（JdT）とSemaine juridique（SJ）が該当する。ドイツ語圏においてはSchweizerische Juristen-Zeitungが有名である。判例雑誌においては判決文は小さなフォーマットで短文化され、主題ごとにグループ化され、翻訳または要約され、毎週購読者に送付されている。年末ごとに各出版社はその年の出版物を保存版にしている。
他にも、一般に特定の分野に特化した法律雑誌がある。たとえば、Revue du droit de la Construction etdesmarchéspublicsやFamPra（家族法）などが、各領域での判例法の展開について公開しコメントしている。
州の判例法も、各州で同様に公開されている。たとえば、ヴァレー州裁判所が発行しているヴァレー判例レビュー（RVJ）は、その重要な判例法をまとめている。

### 学説
学説は、成文法および判例法に関するさまざまな法律専門家のマニュアル、助言、コメントおよび意見をまとめたものである。裁判官のための指標となる（民法典第1条第3項）。
まず、コンメンタールと呼ばれる解説書がある。スイスでは、さまざまな編集者によって発行されたコンメンタールのシリーズがいくつかあり、発行場所に応じて呼び習わされている。ドイツ語圏ではベルン・コンメンタール（BK、主に私法を扱う）、バーゼル・コンメンタール（BSK）およびチューリッヒ・コンメンタール（ZK）、フランス語圏ではコメンタリー・ロマンド（CR）などがある。各コンメンタールは原則として1人以上の大学教授の指導（責任）の下にあるが、各記事はそれぞれ異なる著者によって解説される場合がある。
多くの解説書は、法律の1つの領域（総論または各論）を扱っている。民事責任、行政法、移民法、弁護士法などである。
大学や専門機関は、特定の法分野について「法の日」の集会を定期的に設定し、当該分野における法整備について議論し発表している（たとえば「建設法の日」や「道路交通法の日」など）。こうしたイベントの最後には、通常、関係者の寄稿をまとめた書籍が出版される。
法律書の出版社としては、Schulthess、StämpfliやHelbingLichtenhahnが知られている。

## 司法組織と司法手続

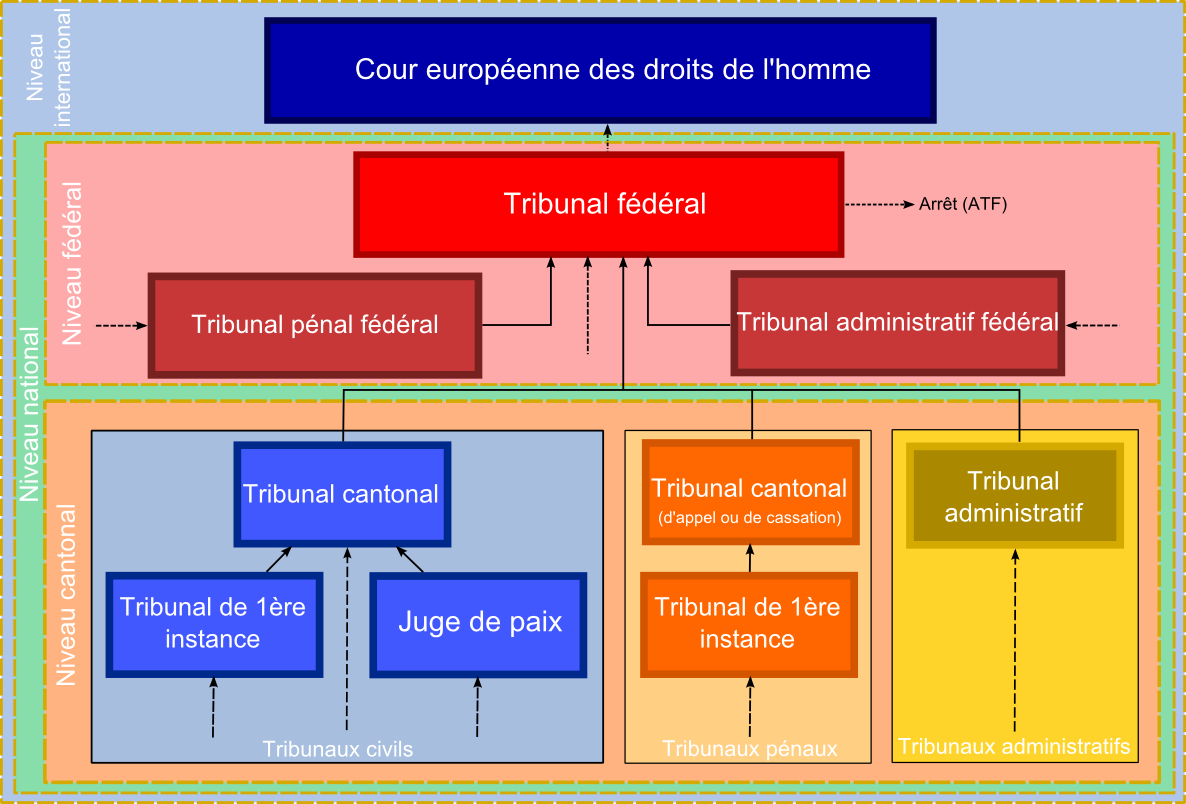
スイスの司法組織の図

司法組織の構成はカントンの権限であるが、スイス法は三審制を採用しており、第一審裁判所および控訴裁判所がカントンの管轄で、連邦最高裁判所が連邦法に関する終審裁判所として存在している。

### 民事手続
民事訴訟は、2008年に導入された民事訴訟法によって規律される。以前は各カントンが独自の民事訴訟法を有していた。
民事訴訟は通常、和解勧試から始まる。通常コミューンの裁判官または治安判事が調停機関となり、当事者間の合意形成を図る。訴額がそれほど高くない場合は、調停機関が判決案を提案しまたは判決を下すこともある。調停が不調となった場合、当局が続行許可を出すことにより、原告が民事訴訟を開始することができるようになる。訴訟物の価額や係争物の量によって利用可能な手続の種類が変わる。価額が30,000フランを超える場合は通常の訴訟手続が適用され、それ以下の場合は簡易訴訟手続が適用される。

### 刑事手続
刑事訴訟は、2011年の刑事訴訟法によって規律される。民事訴訟と同様に、刑事訴訟法が導入される前は計26の各カントンに独自の手続があり、連邦法と合わせて合計27の刑事手続が存在した。軍法違反事件（軍事刑事訴訟法）、特定の行政犯罪事件（行政刑法）のための特別の刑事手続も存在する。

### 行政手続
行政手続は各州に直接影響するため、連邦法による統一の対象にはならない。したがって、26州それぞれに異なる手続が存在し（共通の特徴はある）、連邦法である連邦行政手続法も別途存在する。行政手続は、州と市民との関係に関し、市民の要求の処理方法を規律する。行政手続は通常緩やかに、市民が決定や状況の修正を求めることから始まる。行政が市民に反対した場合は紛争に発展する可能性がある。最初の審査は行政庁の内部で行われるが、各市民は独立した裁判官による司法判断を得る権利を有する。これは、行政の階層構造を離れて紛争を裁判所に持ち込むことを意味する。
行政手続は、行政決定の概念に基づいている。市民の法的状況を一方的に変更するものである。市民は行政決定を争って上訴することができる。
連邦レベルでは、連邦行政裁判所が連邦手続法に基づくすべての事件に関する第一審の司法上訴当局である。

## 法律専門職
基本的な法曹養成課程は大学における3年間の学士課程であり、卒業生は弁護士となる。カリキュラムには、私法、公法、刑法の主要な分野のほか、国際法とヨーロッパ法の概要が含まれている。バーゼル、ベルン、フリブール（バイリンガルトレーニングを提供している唯一の大学）、ジュネーブ、ローザンヌ、ルツェルン、ヌーシャテル、ザンクトガレン、チューリッヒの9つの大学で開講されている。
大学院で1年から2年の修士課程を修了することで、専門分野への道が拓ける。
弁護士資格を取得するには弁護士会の登録を受ける必要がある。

### 弁護士
弁護士は、クライアントに法的助言を行い、また法廷でクライアントを代理する責任がある代理人である。スイスでは、弁護士は正義に仕える職業とみなされているため、特別な規則に規律されている。弁護士は、ドイツ語圏では「マイスター（Me）」、「Rechtsanwalt（RA）」の称号を使用し、ベルン州などのドイツ語圏の特定地域では「Fürsprecher」の称号を使用している。
法律事務を行うには、弁護士免許を取得して州の弁護士会に入会する必要がある。志望者は、法学修士課程の終わりにインターンシップを修了する必要がある。その条件は州によって異なる。たとえばジュネーブでは、インターンシップに参加するためには弁護士学校（ECAV）の修了が条件となる。インターンシップは原則として18か月間続き、通常は弁護士の元で行われる（ただし、一部のカントンでは裁判所で行われることがある。）。この間、研修弁護士は法律事務の実際を学び、書面と口頭で行われることが多い試験へ向けて準備をする。報酬は州によって大きく異なり、ヴァレー州では月額1,500フラン、ジュネーブ州では3,000フランである。
その職責ゆえに、弁護士には法によって行動に規律がかけられている。州法によって具体的な制裁と監督が規定されている。カントンでは、弁護士は弁護士会長が長を務める「オーダー」と呼ばれる協会にグループ化されている。フランス語圏のカントンでは「バソッシュ」の制度も残っている。

### 公証人

スイスにおける公証人の種類：
ラテン公証人（自由業）
公式公証人
混合形式

公証人は公的文書を作成し、その成立の真正を保証する公務員である。連邦レベルの制度ではなく、カントン間で大きく異なる職業であり、制度のない州もある。スイスにおける公証人は3種類に分類できる。
- ラテン公証人：独立して活動する自由業である。公務員ではあるが州には属していない。ラテン系の州に加え、バーゼル、アールガウ、ベルン、ウーリにも存在する。
- 公的公証人または公務員公証人：公証人業務が完全に州政府および公務員によって行われるもの。チューリッヒとシャフハウゼンにのみ存在する。
- 混合公証人：上記2制度の組み合わせである。公務員と公証人の間で権限が分配され、衝突しないようになっている。スイス東部とゾロトゥルンでみられる。

ラテン公証人制度を採用するカントンでは、業務態様はさまざまである。ジュネーブ州とヴォー州では、公証人が一般に弁護士でもある他の州とは異なり、公証人の職業に加えて別の職業に従事することはできない。フリブールには人数制限があり、同時に職務に従事できる公証人は42人に制限されている。
公証人の職務は主に「真正な」文書を作成することにある。これは、不動産販売証書、公正証書遺言または住宅ローンに特に必要となる。また、署名の認証も公証人の業務である。

### 司法官

#### 検察官
スイス法においては、検察官が検察権を行使する。連邦検察庁が連邦司法長官の責任下に組織されている。各カントンには、「第一審検察官」または「一般検察官」を設置する権限がある。
予審手続において、検察官は捜査を指揮し、起訴と弁護に備える。第一審の訴訟では、訴訟は裁判長が指揮し、検察官は訴追業務に専念する。

#### 書記官
スイスにおいては、書記官は裁判官の管理業務、特に裁判記録の作成を担当する司法助手をいう。判決により積極的に関与する法務書記官という役職もある。
スイスの刑事訴訟法は、裁判所が書記官の支援を受けることを規定している（強制措置のための裁判所は例外である）。書記官は、諮問機関として裁判体の合議に参加する。

#### 裁判官
スイス法では、連邦判事は連邦議会によって選出される。州の裁判官は通常、州議会によって選出される。
ジュネーブを含む特定の州では、裁判官と検事総長の候補者の数が定員を超えた場合、選挙により選出することになる。しかし、裁判官の選任は、党派間の非公式の司法委員会での議論によって割り当てられるのが一般的である。ポストの割り当てに関して修正不能な意見の不一致が生じない限り、国民による選挙は行われない。
軍法の分野においては、裁判官は兵、下士官および将校から選ばれる。裁判官はこの3つのカテゴリーの兵士の代表である必要がある。このように構成された裁判体を、民間の法律家である治安判事が主宰する。裁判長のみが事件記録を保有し、他の裁判官は法廷での討論の間に意見を形成しなければならない。通常、裁判官は契約軍人や職業軍人ではないが、全員が民兵である。